# Ушхванари
Ушхванари (груз. უშხვანარი) — село в Грузии, на территории Местийского муниципалитета края (мхаре) Самегрело-Верхняя Сванетия.

## География
Село находится в северо-западной части Грузии, на левом берегу реки Долра (правый приток Ингури), на расстоянии приблизительно 8 километров (по прямой) к западо-северо-западу от посёлка городского типа Местиа, административного центра муниципалитета. Абсолютная высота — 1385 метров над уровнем моря.

## Население
По результатам официальной переписи населения 2014 года в Ушхванари проживало 150 человек (75 мужчин и 75 женщин). В национальной структуре населения грузины составляли 100 %.
| Год  | Население, человек |
| ---- | ------------------ |
| 2002 | 226                |
| 2014 | ↘ 150              |